# 遠交近攻
「远交近攻」是兵法「三十六计」的一计。原文为：「混战之局，纵横捭阖之中，各自取利。远不可攻，而可以利相结；近者交之，反使变生肘腋。范雎之谋，为地理之定则，其理甚明。」原文為：「形格勢禁，利從近取，害以遠隔。上火下澤。」
战国时代，范雎曾向秦昭王提出「远交近攻」的策略，希望秦国将地理位置较近的韩国、魏国作为秦国兼并的主要目标，同时应该与地理位置较远的齐国等国保持良好关系，这样就可以「得寸则王之寸，得尺则王之尺」；这样的战略也使得秦国可以兼并其他六国，成为统一的秦朝政权。
释义：「远交近攻」意为结合远方势力以攻打临近国家或敌人。